# Sionom Hudon Selatan
Sionom Hudon Selatan is een bestuurslaag in het regentschap Humbang Hasundutan van de provincie Noord-Sumatra, Indonesië. Sionom Hudon Selatan telt 2076 inwoners (volkstelling 2010).